# Herminium alaschanicum
Herminium alaschanicum är en orkidéart som beskrevs av Carl Maximowicz. Herminium alaschanicum ingår i släktet honungsblomstersläktet, och familjen orkidéer. Inga underarter finns listade i Catalogue of Life.